# Klub integracji społecznej
Klub integracji społecznej – forma reintegracji społecznej i pracy socjalnej powiązana z doradztwem zawodowym mająca na celu skuteczne zorganizowanie działań o charakterze terapeutycznym, zatrudnieniowym i samopomocowym.

## Definicja
Fizycznie jest to jednostka, której celem działania jest pomoc osobom oraz ich rodzinom z podobnymi problemami życiowymi w odbudowywaniu i podtrzymywaniu umiejętności uczestniczenia w życiu lokalnej społeczności, jak również w powrocie do pełnienia określonych ról społecznych, a także w podniesieniu swoich kwalifikacji zawodowych, stanowiących wartość na rynku pracy.

## Działalność
W ramach klubów integracji społecznej można prowadzić np. programy zatrudnienia tymczasowego, poradnictwo prawne (przede wszystkim z zakresu rynku i prawa pracy, ale nie tylko), działalność samopomocową z zakresu zatrudnienia, spraw socjalnych i mieszkaniowych (np. wspólne inicjatywy z zakresu aktywizacji zawodowej). Można też organizować prace społecznie użyteczne lub roboty publiczne. Udział w klubach integracji społecznej jest dobrowolny i zależny od realizacji kontraktów socjalnych.
Kluby integracji społecznej mogą być prowadzone bezpośrednio przez gminy (jako jednostki organizacyjne) lub zlecane ośrodkom pomocy społecznej (jako ich sekcje) albo organizacjom pozarządowym (organizacja taka musi statutowo zajmować się reintegracją społeczno-zawodową dla osób określonych ustawowo, a prowadzenie klubu oznacza prowadzenie jednej z form działalności statutowej takiej organizacji).
W Polsce działalność klubów integracji społecznej reguluje ustawa o zatrudnieniu socjalnym z 13 czerwca 2003, w myśl której poszczególne kluby muszą mieć aktualny wpis do rejestru KIS prowadzonego przez odpowiedniego wojewodę. W polskich warunkach kluby integracji społecznej mają przede wszystkim za zadanie wsparcie osób bezrobotnych (ale także zagrożonych wykluczeniem społecznym, któremu mają przeciwdziałać), korzystających jednocześnie ze świadczeń pomocy społecznej. Zasady działania klubów mają umożliwić wzrost takim osobom aktywności życiowej, wyzwolenie się z długotrwałej bierności i uzyskanie narzędzi do samodzielnego radzenia sobie z trudnościami, z jakimi mają do czynienia osoby przez dłuższy czas pozostające bez pracy. Pracownicy klubów zapewniają ich klientom zarówno spotkania indywidualne, jak i grupowe, dostęp do komputerów wyposażonych w sieć internetową, warsztaty i konsultacje (w tym np. radcy prawnego).
Klubem zarządza lider (kierownik), którego głównym zadaniem jest zorganizowanie prawidłowej jego pracy – zarówno działań z zakresu administracji, jak i organizacji merytorycznej związanej z reintegracją społeczną i zawodową uczestników.
W 2013 w Polsce funkcjonowało 220 klubów integracji społecznej oraz 132 centra integracji społecznej. W 2014 na jedno województwo przypadało przeciętnie osiem takich centrów i trzynaście klubów. Instytucjami założycielskimi klubów były w 142 przypadkach samorządy terytorialne, a w 78 przypadkach organizacje pozarządowe. Przeciętna liczebność grupy w ciągu roku w jednym klubie wynosiła około 15-20 osób.

## Konwent Centrów i Klubów Integracji Społecznej
Jarosław Duda, Sekretarz Stanu w Ministerstwie Pracy i Polityki Społecznej zatwierdził 19 listopada 2010 dokument programowy pod nazwą Konwent Centrów i Klubów Integracji Społecznej. Dokument ten jest realizacją postulatów środowiska centrów i klubów integracji społecznej. Do konwentu mogą przystępować poszczególne kluby z terenu Polski.
Konwent jest forum wymiany doświadczeń, wypracowywania wspólnych stanowisk i prezentowania propozycji rozwiązań systemowych w kluczowych sprawach dotyczących problematyki świadczenia usług reintegracji społecznej i zawodowej, współpracy z jednostkami organizacyjnymi pomocy społecznej, urzędami pracy oraz innymi organizacjami  pozarządowymi i podmiotami działającymi w obszarze przeciwdziałania wykluczeniu społecznemu.